# Roland Atz
Roland Atz (* 11. Juli 1946 in Bozen) ist ein italienischer Politiker aus Südtirol.

## Leben
Beruflich war der ausgebildete Elektriker als selbstständiger Kaufmann tätig.
Politisch engagierte sich Atz zunächst in der Südtiroler Volkspartei (SVP), in der sein Vater Josef von 1965 bis 1978 als Landessekretär gedient hatte. 1989 wurde er in den Bozner Gemeinderat und gleich anschließend als Assessor für Verkehr, Handel und Fremdenverkehr in den Stadtrat gewählt. Als solcher verantwortete er die Einführung des Bozner Christkindlmarkts.
1993 löste das Bekanntwerden einer Aussage Atz' einen Skandal aus. In einem Streitgespräch über am Bozner Stadtrand siedelnde Roma soll er gesagt haben, „die Zigeuner gehören alle erschlagen und vergast“. Atz, der diesen Ausspruch schriftlich nicht dementierte, erhielt parteiinterne Rückendeckung, woraufhin kurzzeitig sogar SVP-Obmann Siegfried Brugger zurücktrat.
Bei den wenige Wochen später stattfindenden Landtagswahlen 1993 konnte Atz ein Mandat für den Südtiroler Landtag und damit gleichzeitig den Regionalrat Trentino-Südtirol erringen, wo er als Fraktionssprecher der SVP fungierte. Erfolgreich verlief auch seine Kandidatur bei den Landtagswahlen 1998. In der folgenden Legislaturperiode war er von 1999 bis 2002 als Vizepräsident und Assessor für Vermögen, Ordnung der Handelskammern, Zusatzrenten und Nicht-EU-Bürger Mitglied der Regionalregierung. 2003 trat er nicht mehr zur Wahl an.
Bei den Landtagswahlen 2008 kandidierte Atz erfolglos für die Lega Nord.